# Goba (peuple)
Pour les articles homonymes, voir Goba (homonymie).
Les Goba sont une population d'Afrique australe vivant en Zambie et au Zimbabwe, de part et d'autre du fleuve Zambèze qui marque la frontière entre les deux pays.

## Ethnonymie
Selon les sources et le contexte, on observe différentes formes : Cova, Goba, Gova, Govas.

## Langue
Ils parlent une langue du groupe shona.